# Зграда на Тргу цара Јована Ненада бр. 7 у Суботици
Зграда на Тргу цара Јована Ненада бр. 7 у Суботици се може датовати у период око 1870. године, представља споменик културе. Тада су и остали објекти у тек формираној вароши подизани у стилу класицизма, са прочишћеном, једноставном и скромном фасадном декорацијом, као угаона зграда у најнепосреднијој близини историјског језгра града.

## Изглед
Фасада је обрађена једноставно са централним благо наглешеним ризалитом. Отвори приземља су засведени благим сегментним луковима. Капија је постављена у десни бочни део ризалита, а не прати централну осу објекта, што је било уобичајено за то време. Засведена је идентичним сегментним луком као и излози. Преостале, мање делове фасаде, чине крила објекта која садрже по два излога између којих је мањи размак него на средњем ризалиту – збијенији су.
Први спрат је одвојен од приземља равним, профилисаним венцем. Спратом се ниже једноличан низ правоугаоних прозора са крстастом поделом окана и плитким опшавом изведеним у малтеру. На средњем ризалиту је пет прозорских отвора постављених по оси, а на бочним крилима су по два. Ритмички распоред прозора није на целом фасадном платну уједначен, нешто је већи размак на централном ризалиту. У поткровљу је низ мањих окулуса. Кров је двоводан и покривен је бибер црепом.